# Rosalie Gicanda
Rosalie Gicanda, född 1928, död 1994, var drottning av Rwanda mellan 1942 och 1959, som gift med kung Mutara III av Rwanda. Efter sin makes död 1959 fortsatte hon leva i Butare i Butareprovinsen med sin mor och sina hovdamer, och betraktades som en symbolisk gestalt för tutsi. Även efter att monarkin störtades efter revolutionen i Rwanda 1962 fortsatte hon åtnjuta en respekterad ställning. Hon mördades under folkmordet i Rwanda. Mordet på henne utgjorde startpunkten för massakrerna i Butareprovinsen.